# Heilig Hartbeeld (Belcrum)
Het Heilig Hartbeeld is een standbeeld in Belcrum, een wijk van Breda, in de provincie Noord-Brabant, gemaakt door Jacques van Poppel.

## Achtergrond
Het Heilig Hartbeeld is een monument ter nagedachtenis aan de slachtoffers van de Tweede Wereldoorlog. Het werd in 1952, bij het zilveren priesterjubileum van kapelaan P.L.A. Vermeulen geplaatst op de hoek van het Pastoor Pottersplein. In de sokkel is een loden koker gemetseld met de namen van 39 Belcrumse oorlogsslachtoffers. Van 1966 tot circa 2000 stond het oorlogsmonument voor de Christus Koningkerk. De kerk werd in 1999 buiten gebruik genomen en een aantal jaren later gesloopt. Na een restauratie werd het beeld in 2003 op de oorspronkelijke plek herplaatst, ondanks aanvankelijk protest van een aantal omwonenden. Sindsdien vindt er jaarlijks een herdenking plaats.

## Beschrijving
Het natuurstenen beeld toont een staande Christusfiguur, gekleed in een lang gewaad dat hij met beide handen vasthoudt. Op zijn borst is het Heilig Hart zichtbaar en in zijn handen de stigmata. 
Op de vier zijden van de sokkel zijn reliëfs aangebracht die verwijzen naar gebeurtenissen tijdens de oorlog, waaronder de vlucht uit Breda in 1940. Op de voorzijde is een man die een gewonde helpt afgebeeld, een scène die doet denken aan de gelijkenis van de barmhartige Samaritaan.
Een opschrift rondom vermeldt: 

GODS LIEFDE IS ALTIJD BIJ ONS IN GOEDE EN KWADE DAGEN